# Limenitis abia
Limenitis abia är en fjärilsart som beskrevs av William Chapman Hewitson 1850. Limenitis abia ingår i släktet Limenitis och familjen praktfjärilar. Inga underarter finns listade i Catalogue of Life.